# 롬바드가 (샌프란시스코)
롬바드 가(영어: Lombard Street)는 미국 캘리포니아주 샌프란시스코의 동서부에 있는 거리이다. 급경사에 8개의 급커브길로 이루어진 것으로 유명하다. 서쪽의 프레시디오 대로에서 동쪽의 엠바카데로 방향으로 뻗어있으며, 거리의 서편은 주요 도로인 국도 제101호선의 일부이다. 한 블럭에 해당하는 이 거리는 "세계에서 가장 구불구불한 거리"로 유명하며, 러시안 힐에 인접해있다. 거리의 명칭은 샌프란시스코 측량사인 재스퍼 오파렐에 의해 필라델피아의 롬바드 가에서 따서 붙여졌다.

## 사진

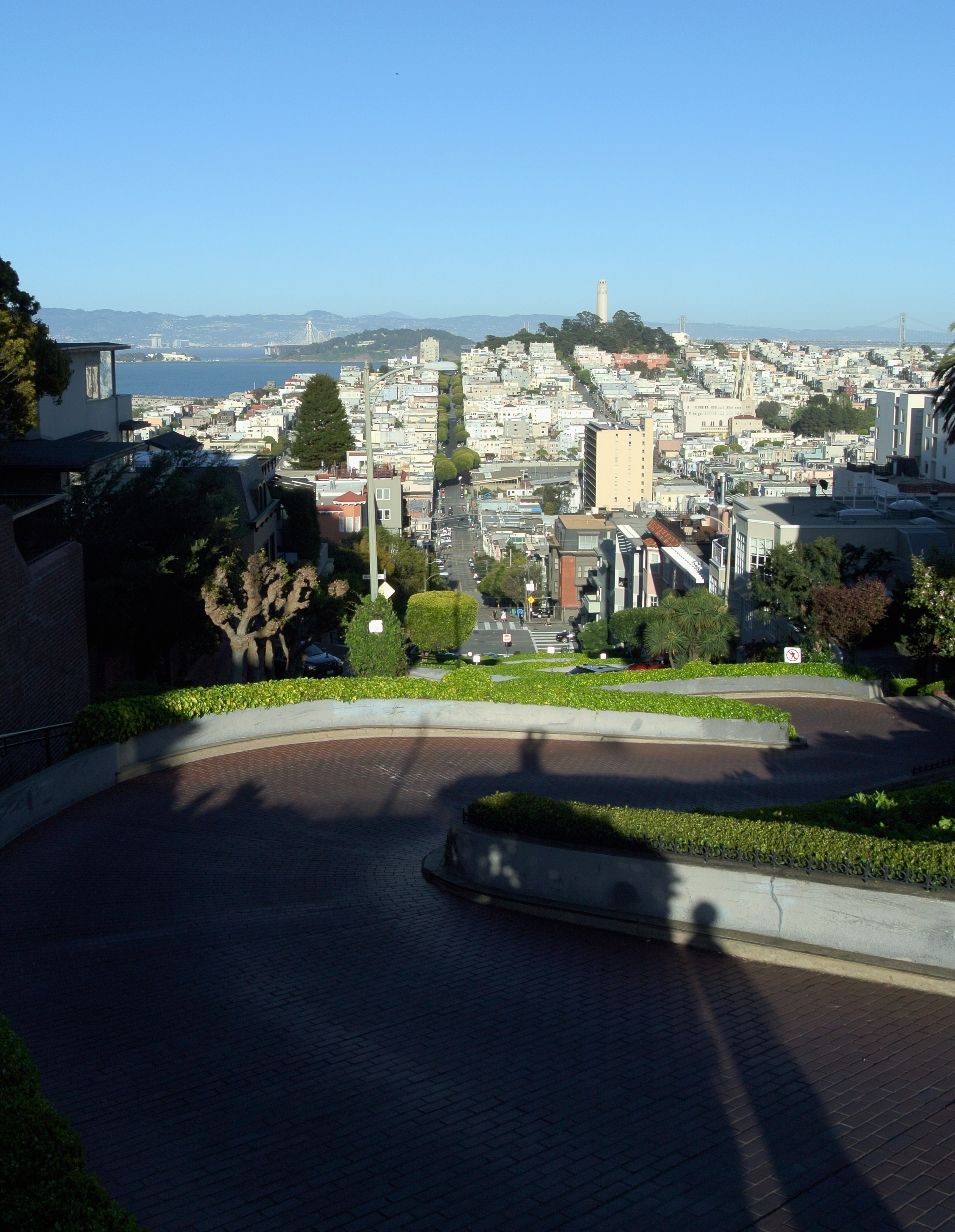
롬바드 가 꼭대기에서 바라보는 동쪽. 텔레그래프 힐과 코이트 타워가 보인다.
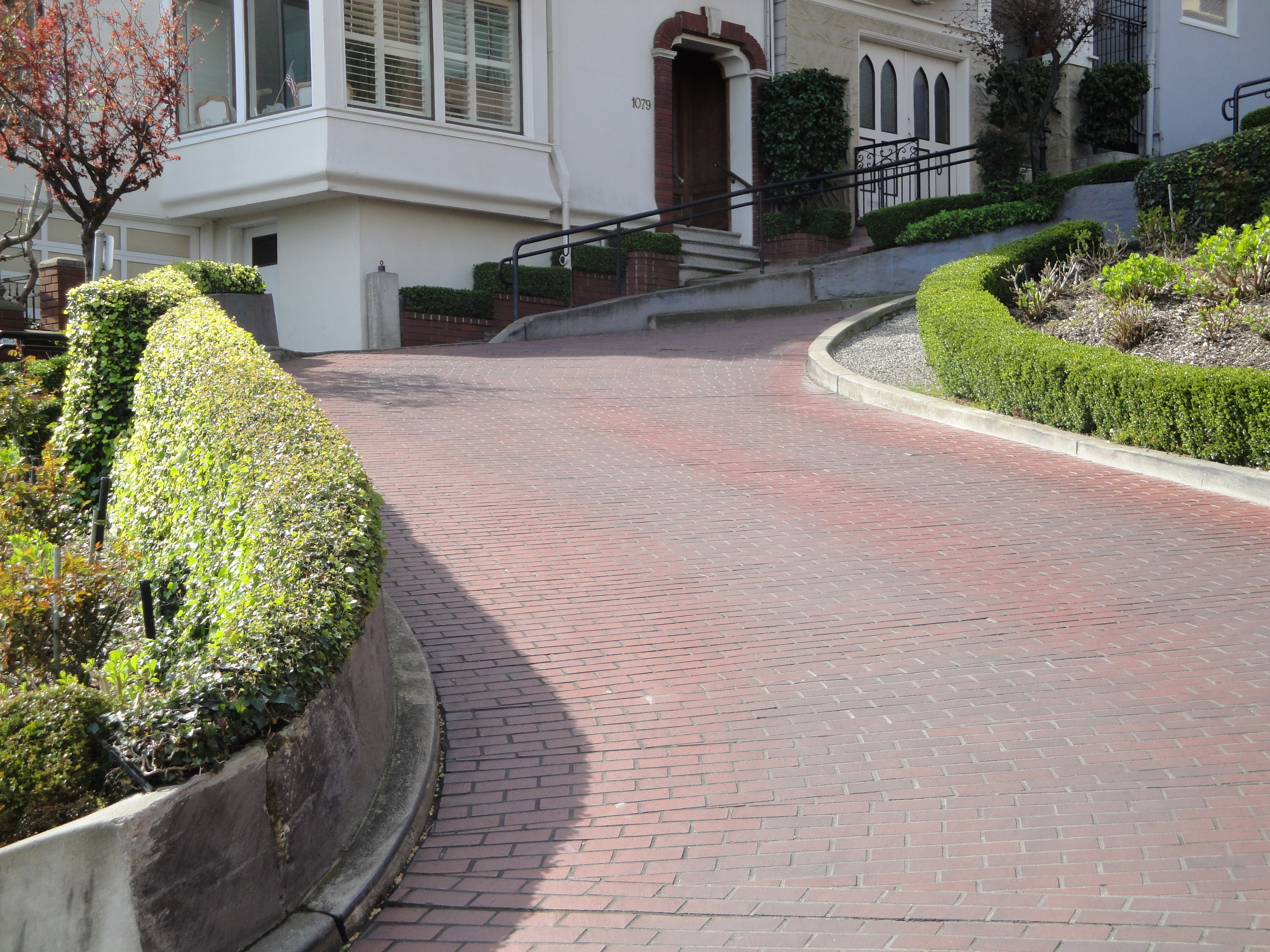
롬바드 가의 오르막길
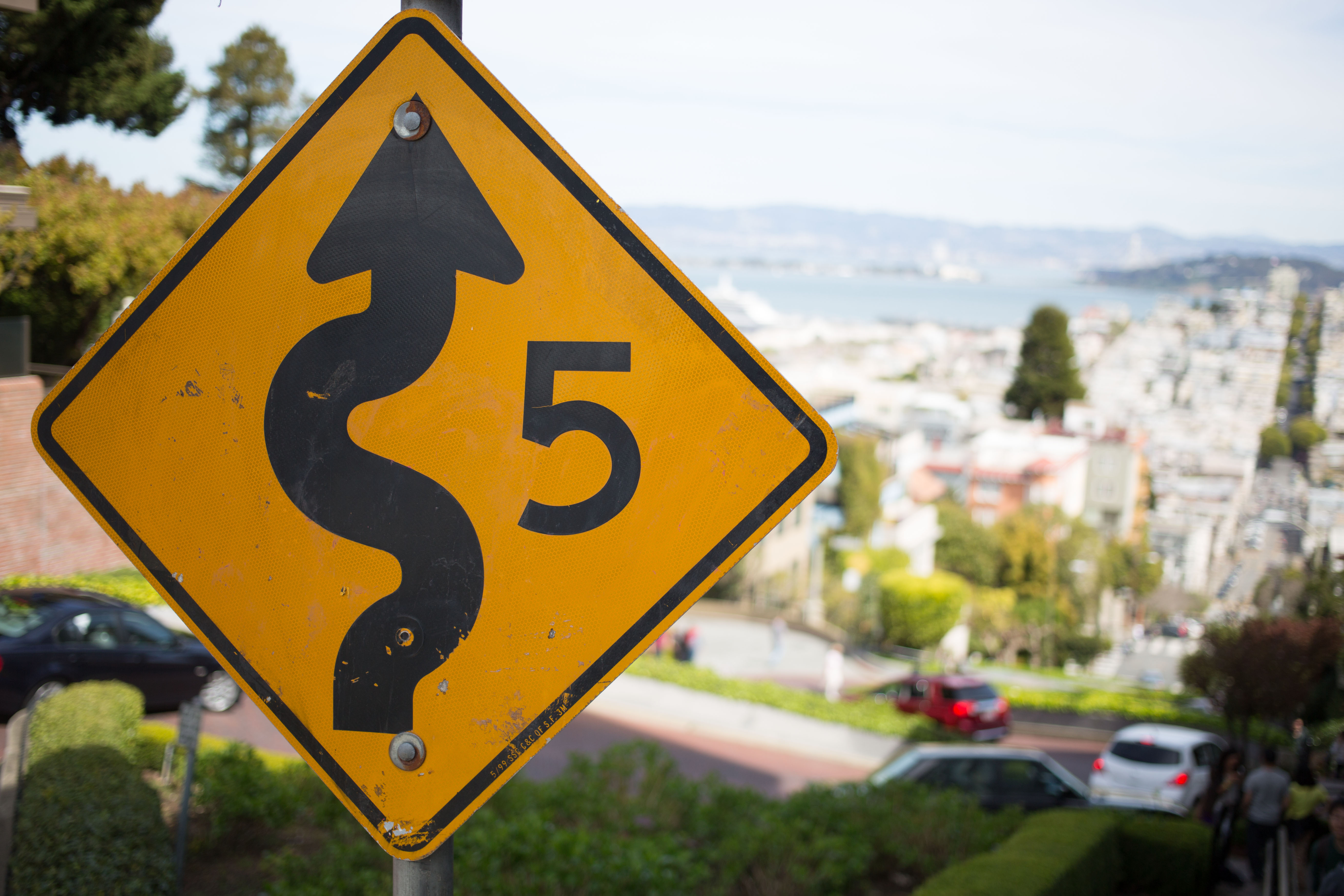
제한속도 5마일을 알리는 표지판
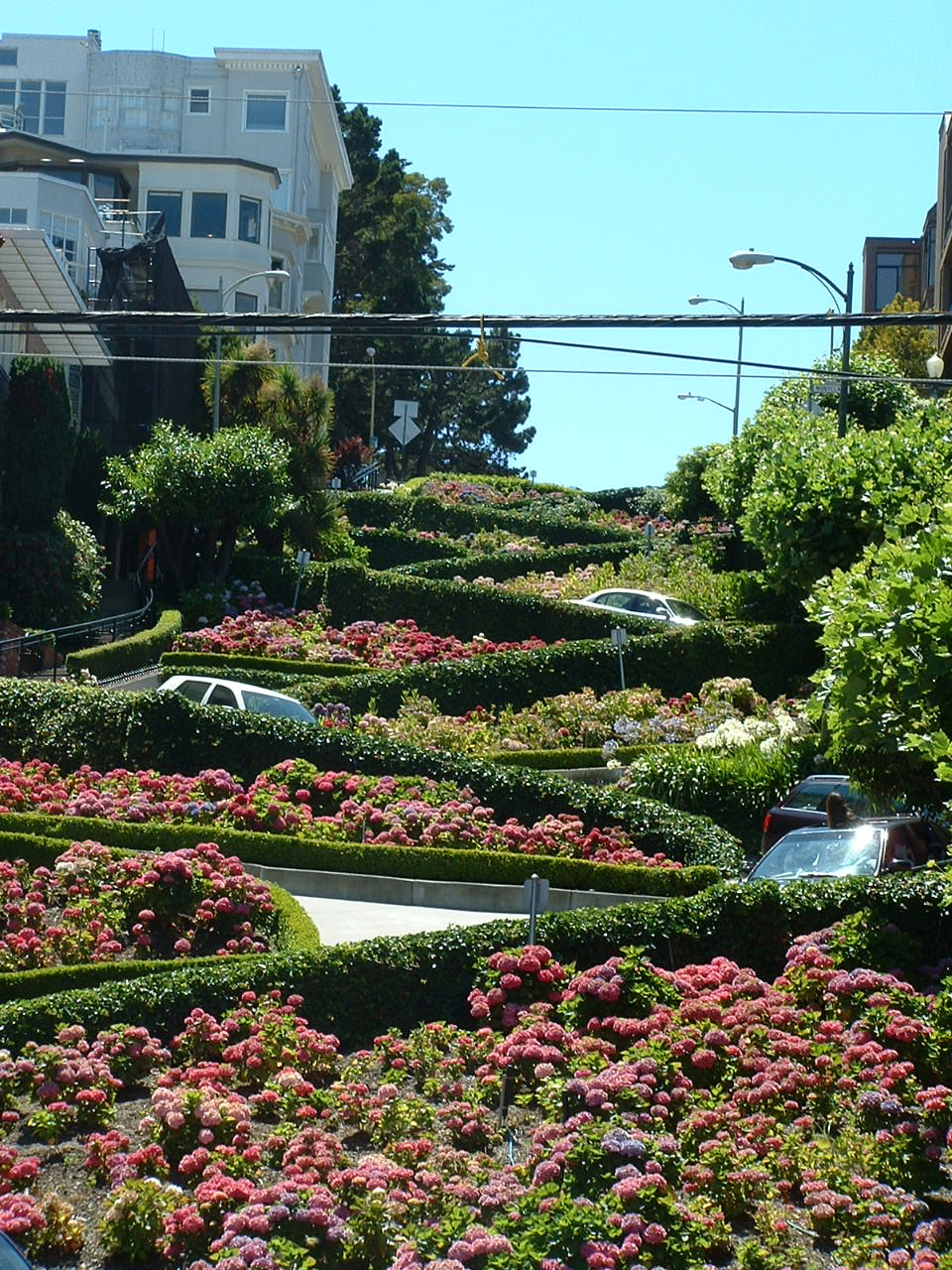
롬바드 가 사이로 만개한 꽃들
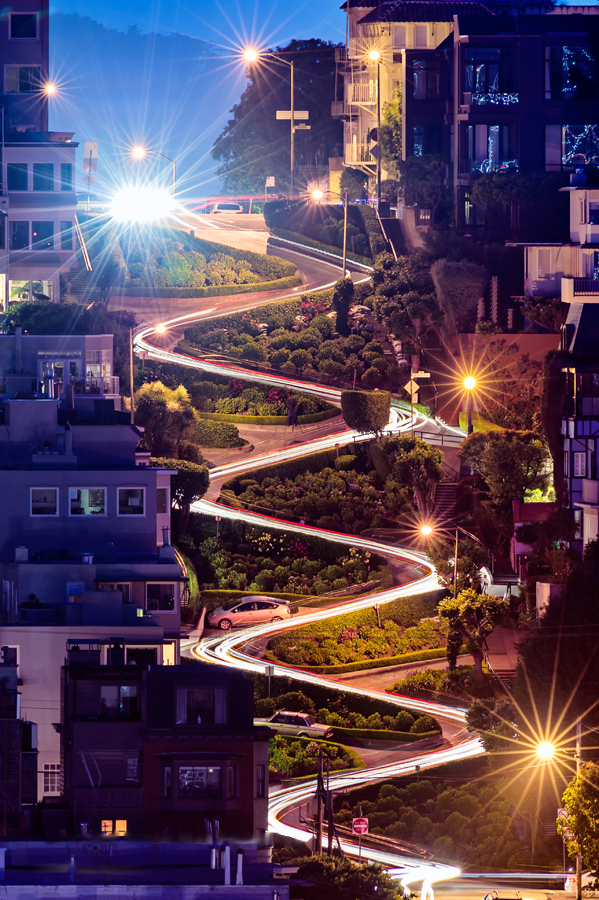
롬바드 가의 야경
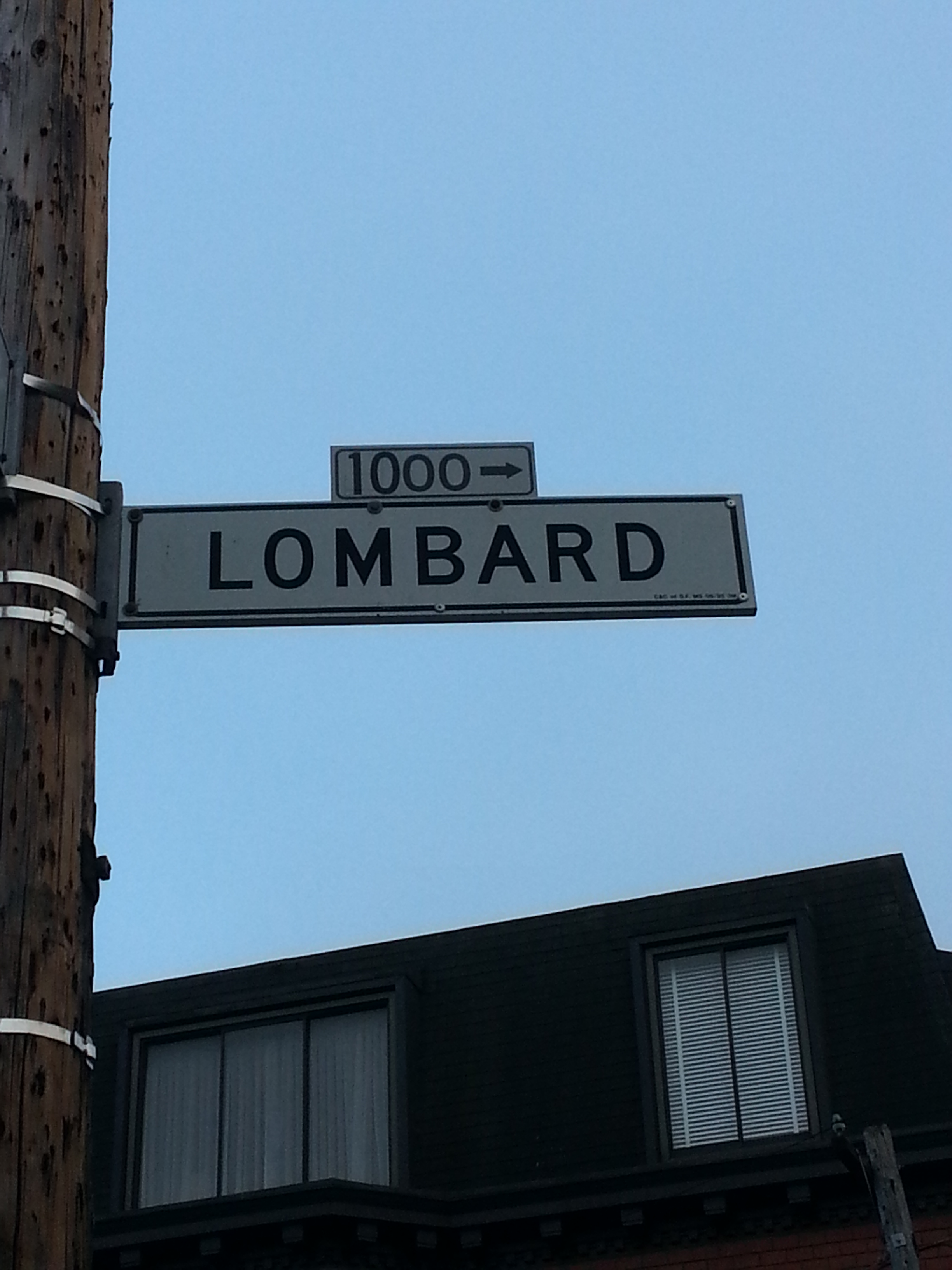
레벤워스 가 교차로에 있는 롬바드 가 표지판